# Hónolás
A hónolás a gépiparban (főként az autóiparban) használatos felületkezelési eljárás.

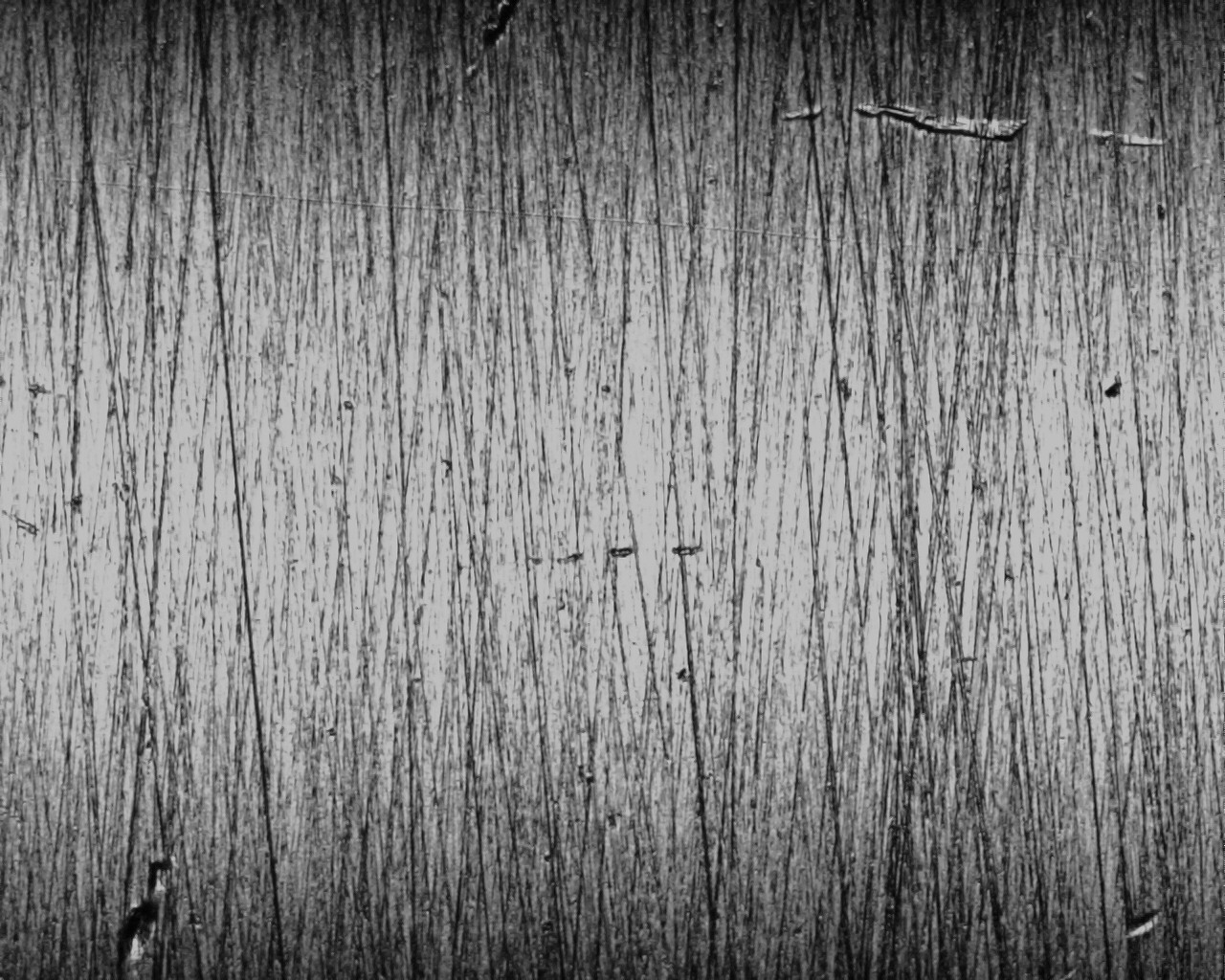
Hónolás utáni felület

A hónolás célja egy olyan felület létrehozása, ahol az egymáson csúszó, olajozott fémalkatrészeken a gyártás után is megmarad a kopást megelőző olajfilm. A hengerek gyártásakor, illetve belső felületük felújításakor a fémfelület teljesen sima. Az érintkező elemek (mint a dugattyúgyűrű és a henger) közötti súrlódást egy vékony olajréteg („olajfilm”) csökkenti, azonban ha a felületek tükörsimák, akkor az olajat a mozgás során az elemek letolják. 
Ezt megelőzendő mikrométeres nagyságrendű, spirális barázdákat készítenek a sima felületre, ami segíti az olaj helyben maradását, ezen eljárás neve a hónolás. A mélyebb, tovább megmaradó barázdák lehetővé teszik a szorosabb illeszkedést, bár megnövelhetik a dugattyúrendszer olajfogyasztását.

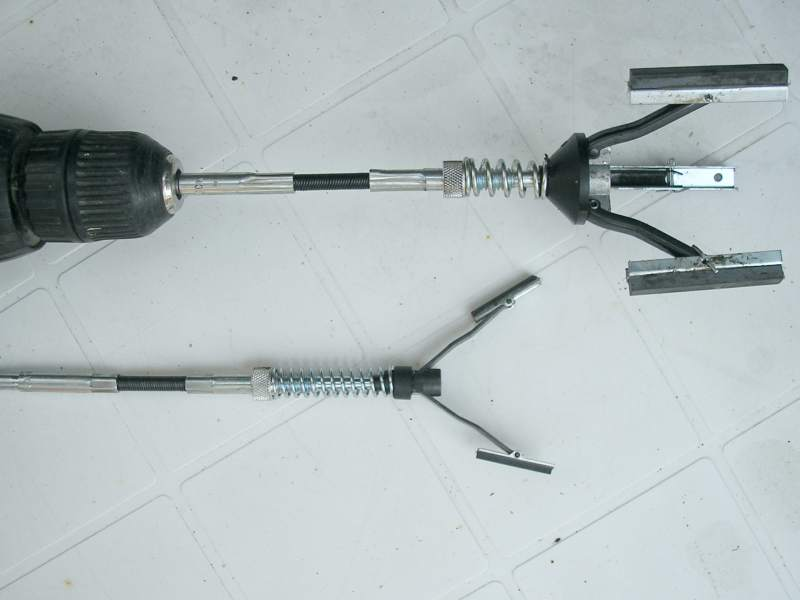
Hónoló szerszám

Az eljárást hónoló célszerszámokkal végzik (főként hengerek felújítása után); ezekből többféle konstrukció létezik, mint amilyen a „kefe” jellegű vagy a szétnyíló, egyenes csiszolófelületet használó eszközök.